# Северная (Курганская область)
Северная — деревня в Каргапольском районе Курганской области. Входит в состав Чашинского сельсовета.

## География
Расположено на юго-восточном берегу озера Северное, примерно в 38 км (54 км по автодороге) к северо-востоку от Каргаполье, в 73 км (91 км по автодороге) к северо-западу от города Кургана.

## История
Деревня Долгая основана между 1763 и 1782 годами.
До революции деревня Долгая относилась к Чимеевской волости, которая была переименована в Брылинскую волость Курганского уезда Тобольской губернии.
В конце июня — начале июля 1918 года установлена белогвардейская власть. В начале августа 1919 года восстановлена Советская власть.
В декабре 1925 года Белоусовский сельсовет переименован в Долговский сельсовет. В 1932—1934 годах вновь переименован в Белоусовский сельсовет, 14 июня 1954 года упразднён, вошёл в Брылинский сельсовет.
Решением Курганского облисполкома № 109 от 23 марта 1964 года деревня Долгая переименована в деревню Северная. 11 июня 1964 года Указом Президиума ВС РСФСР деревня Долгая переименована в деревню Северная.
13 ноября 1991 года образован Северный сельсовет, который был упразднён Законом Курганской области от 27 июня 2018 года N 64. Ныне входит в состав Чашинского сельсовета.

## Население
| 1782 | 1795 | 1816 | 1834 | 1850 | 1858 | 1869 |
| ---- | ---- | ---- | ---- | ---- | ---- | ---- |
| 154  | ↗193 | ↗271 | ↗317 | ↗362 | ↗419 | ↗449 |
| 1892 | 1912 | 1926 | 1989 | 2002 | 2010 |      |
| ↗572 | ↗607 | ↗711 | ↘303 | ↘267 | ↘219 |      |

Национальный состав
- По переписи населения 2002 года проживало 267 человек, из них русские — 93 %.
- По переписи населения 1926 года проживало 718 человека, из них русские — 711 чел., мадьяры (венгры) — 7 чел.

## Первопоселенцы
В Ревизской сказке Чимеевской слободы 1782 года указаны жители деревни, переселившиеся сами собой после прошедшей в 1763 году ревизии. Список глав семей:
- Еким Степанов сын Тунгусов, из Терсюцкой слободы
- Иван Иванов сын Баев, из села Камышевского
- Ефим Степанов сын Безсонов, из деревни Шатровой
- Иван Никитин сын Никулин, из деревни Шатровой
- Дмитрий Никитин сын Никулин, из деревни Шатровой
- Гаврило Никитин сын Никулин, из деревни Шатровой
- Иван Михеев сын Обакшин, из деревни Шатровой
- Филат Екимов сын Сарбазанов, из деревни Воротниковой
- Иван Екимов сын Сарбазанов, из деревни Воротниковой
- Евдоким Петров сын Сарбазанов, из деревни Воротниковой
- Иван Афанасьев сын Зырянов, из деревни Портнягиной
- Тимофей Кириллов сын Рубцов, из деревни Кысолбаевой
- Осип Иванов сын Зырянов, из деревни Кысолбаевой
- Иван Иванов сын Зырянов, из деревни Кысолбаевой (род. ок. 1713)
- Иван Иванов сын Зырянов, из деревни Кысолбаевой (род. ок. 1735)
- Григорей Иванов сын Зырянов, из деревни Кысолбаевой (род. ок. 1737)
- Григорей Иванов сын Зырянов, из деревни Кысолбаевой (род. ок. 1759)
- Григорей Иванов сын Зырянов, из деревни Кысолбаевой (род. ок. 1717)
- Иван Григорьев сын Зырянов, из деревни Кысолбаевой
- Федосей Мелентьев сын Козаков, из деревни Кысолбаевой
- Иван Мелентьев сын Козаков, из деревни Кысолбаевой
- Матвей Митрофанов сын Козаков, из деревни Кысолбаевой
- Фотей Алексеев сын Еланцов, из деревни Кысолбаевой
- Иван Наумов сын Еланцов, из деревни Кысолбаевой